# Attilio Gallo Cristiani
Attilio Gallo Cristiani (Rocca di Neto, 18 aprile 1885 – Rocca di Neto, 17 marzo 1950) è stato uno storico, pubblicista, scrittore, pedagogista e biografo italiano; ricordato e annoverato dal dantista Ludovico Perroni Grandi come uno dei più importanti scrittori calabresi, fu il primo in Calabria ad essersi attivamente occupato di storia del giornalismo italiano realizzando un ampio repertorio di stampa calabrese fino alla metà del XX secolo. Fu anche socio della Deputazione di Storia Patria per la Calabria e corrispondente dell’Accademia Cosentina.

## Biografia
Attilio Gallo Cristiani nacque a Rocca di Neto – allora parte del mandamento VI di Strongoli nel circondario di Cotrone (oggi in provincia di Crotone) – il 18 aprile 1885 da Domenico, medico e patriota, fratello di Vincenzo e per lungo tempo perseguitato dai Borbone, e dalla nobildonna Vittoria Cristiani. Dopo aver completato gli studi superiori al Liceo Ginnasio di Santa Severina si iscrisse inizialmente alla Scuola Normale di Matera, dove ottenne ottimi voti; al secondo anno però fu costretto a lasciare la Basilicata per motivi di salute e trasferirsi alla Regia Scuola Normale "Francesco De Sanctis" di Lacedonia, in provincia di Avellino, dove completò gli studi divenendo maestro di scuola elementare nel luglio 1909.
Nel 1914 si iscrisse alla Scuola Universitaria di Pedagogia di Napoli e, nel contempo, si dedicò anche all'attività di giornalista collaborando per alcune testate calabresi, napoletane e siciliane; nel 1916, però, venne chiamato alle armi servendo nella brigata Bologna e, dopo aver sostenuto gli esami da telegrafista nelle Ferrovie dello Stato, venne dapprima assegnato al 3º Reggimento genio telegrafisti e poi trasferito al campo di aviazione di Mirafiori, dove studiò da radiotelegrafista. Come tale passò a Roma per un breve periodo e infine assegnato alla 4ª zona semaforica di Taranto della Regia Marina. Essendo egli insostituibile in questo incarico (tra l'altro molto delicato), Gallo Cristiani fu costretto a ritardare il congedo di almeno sei mesi.
Nel 1918, al termine della Grande Guerra, riprese con maggior intensità la sua attività di insegnante e gli venne assegnata dall'allora Ministero dell'istruzione – all'epoca guidato da Agostino Berenini – la medaglia d'argento di secondo grado in qualità di benemerito della pubblica istruzione; anche la Croce Rossa Italiana gli riconobbe meriti speciali, assegnandogli la medaglia di bronzo al merito.
Di orientamento fascista, nel 1922 si iscrisse al PNF di Benito Mussolini e proseguì la sua attività di scrittore e di giornalista pubblicista, acquisendo sempre maggior notorietà e ammirazione da parte di alcune importanti personalità dell'epoca: tra questi vi furono i professori Guido Della Valle, illustre pedagogista, e Raffaele Corso, etnologo dell’Università di Napoli; il filosofo e pedagogo Giuseppe Michele Ferrari dell’Università di Bologna; Guido Mazzoni dell’Università di Firenze; Giuseppe Brambilla dell’Università di Milano; Giovanni Vidari e il filosofo Nicolò d'Alfonso dell’Università "La Sapienza" di Roma. Ebbe anche rapporti culturali con poeti e scrittori tra cui Roberto Bracco, Sem Benelli, Ada Negri e Salvatore Di Giacomo.
Il 1º dicembre 1949 si ritirò dal mondo della scuola. Si spense improvvisamente nella sua Rocca di Neto, all'età di 64 anni, il 17 marzo 1950.

## Il pensiero pedagogico di Attilio Gallo Cristiani
Come maestro di scuola elementare conobbe e istruì nel suo paese d'origine tanti ragazzi, di cui molti di questi erano figli di contadini o artigiani, ma nonostante ciò Gallo Cristiani volle adottare negli anni una serie di iniziative tendenti ad accrescere sia il livello intellettuale che morale dei bambini che istruiva. Il suo pensiero pedagogico parte dunque dall'educazione che - secondo Gallo Cristiani - deve essere impartita ai bambini già sin dagli asili per l’infanzia in preparazione delle scuole elementari; la metodologia didattica di insegnamento adottata dal pedagogista rocchitano anticipò in modo evidente i metodi educativi adottati nella scuola contemporanea: il suo modo di fare scuola, infatti, non era basato soltanto sul tradizionale leggere, scrivere e contare i numeri, ma anche su altre attività ricreative come il teatro e la musica. A tal fine volle fondare e dirigere a sue spese un teatro educativo permanente, che lui chiamò "Balilla" nel 1914; inoltre dotò il teatro di un pianoforte, fondò una biblioteca scolastica e anche una piccola fanfara.

## Opere
- Scuola rurale e asilo infantile. Riflessioni e desideri onesti, Stab. Tip. L. Pirozzi, Crotone 1923;
- Organismo statale e progresso umano. Concetti schematici per il popolo, Paravia, Torino 1926;
- Tributo di gratitudine e d’amore dei fanciulli d’Italia alla memoria di E. De Amicis, Stab. Graf. Impr. Naz. Pubblicità, Genova 1928;
- Vincenzo Gallo-Arcuri. Vita ed opere, Bruzia, Catanzaro 1928;
- Piccola cronistoria di Rocca di Neto, Arte della stampa, Roma 1929;
- Pagine Varie, S. Caputo, Cosenza 1930;
- Scienze vive e lingue morte, Casa editrice libraria Ardenza, Napoli 1931;
- Per il primo secolo di vita di Rocca di Neto, 1832-1932. Pagine commemorative col messaggio di S. M. il Re, Stab. Industriale d’Arti Grafiche “La Calabria”, Nicastro 1932;
- Giuseppe Marchese (studio critico biografico), Studio di propaganda editoriale, Napoli 1934;
- In memoria del filosofo Nicolò d’Alfonso, A. Signorelli editore, Roma 1934;
- L’ascensione al calvario dei fratelli Bandiera. Itinerario illustrato, dalla foce del Neto al Vallone di Romito, Le Pagine, Catania 1935;
- Armando Lucifero, studio critico-biografico, SAITA, Cosenza 1936;
- Discorsetti ai piccoli e ai grandi, Tip. Chiappetta, Cosenza 1938;
- Una visita al castello di Cosenza. Impressioni e ricordi, Stab. tip. A. Mancuso, Nicastro 1939;
- Gioacchino da Fiore e il centro di vita del suo archicenobio. Ricordi di villeggiatura, Tip. L’artigiana, Catanzaro 1940;
- Franco Berardelli poeta. A dieci anni dalla sua morte, Tip. Vincenzo Serafino, Cosenza 1942;
- I Papi di Calabria, Tip. Chiappetta, Cosenza 1949;
- Musicisti di Calabria, Tip. Chiappetta, Cosenza 1949;
- Guerrieri ed eroi nazionali di Calabria, Tip. F. Chiappetta, Cosenza 1949;
- Accademie di Calabria. Circoli ed altre nostre fondazioni culturali, s. n., Cosenza 1949;
- Donne di Calabria, Tip. F. Chiappetta, Cosenza 1950;
- Fanciulli e adolescenti eroi di Calabria, Tip. F. Chiappetta, Cosenza, 1950.
- Giornali e giornalisti di Calabria. Contributo alla storia regionale, Campanile, Catanzaro 1957 (opera postuma).